# Pat Musick
Patrice Anne Musick, detta Pat (Saint Louis, 26 gennaio 1949), è una doppiatrice statunitense.
Nel 1972, a soli 23 anni, sposò Daniel Dexter Fee, da cui ha divorziato cinque anni dopo; dal 1987 è sposato con l'agente artistico Jeffrey Whitman da cui ha avuto una figlia, Mae (1988).

## Doppiaggio (parziale)
- I Puffi
- Fievel sbarca in America
- Mignolo e Prof.
- Topolino e la magia del Natale
- House of Mouse - Il Topoclub